# Runcinare

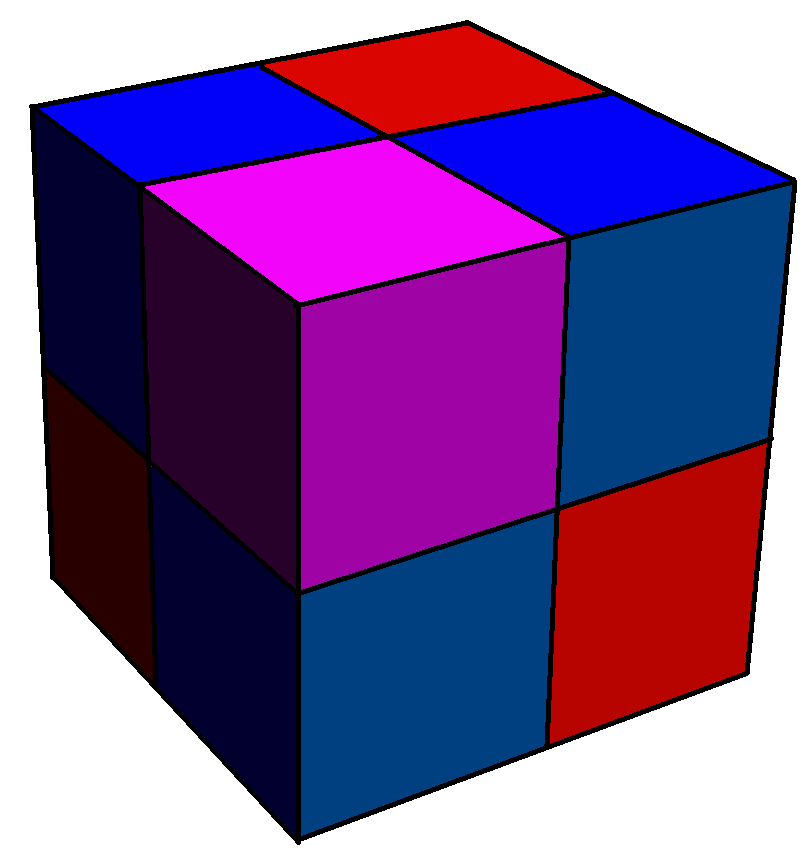
Fagure cubic runcinat (porțiune). Celulele originale (cuburile violete) sunt reduse ca mărime. Fețele devin noi celule cubice, albastre. Laturile devin noi celule cubice, roșii. Vârfurile devin noi celule cubice, ascunse.

În geometrie runcinarea este o operație care taie un politop regulat (sau fagure) simultan de-a lungul fețelor, laturilor și vârfurilor, creând fațete noi în locul centrelor fețelor, laturilor și vârfurilor inițiale.
Este o operațiune de trunchiere de ordin superior, asemănătoare cu cantelarea și trunchierea.
Este notată cu simbolul Schläfli extins t0,3{p,q,...}. Operația se poate aplica doar 4-politopurilor, {p,q,r}, sau politopurilor superioare.
Pentru politopuri uniforme și faguri tridimensionali uniformi convecși operația este dual simetrică.
Pentru un 4-politop regulat {p,q,r}, celulele inițiale {p,q} rămân, dar devin separate. Golurile de la fețele separate devin prisme p-gonale. Golurile dintre fețele separate devin prisme r-gonale. Golurile dintre vârfurile separate devin celule {r,q}. Figura vârfului pentru un 4-politop regulat {p,q,r} este o antiprismă q-gonală  (numită antipodium dacă p și r sunt diferite).
Pentru 4-politopuri regulate sau faguri regulați această operație a fost denumită de către Alicia Boole Stott expandare, așa cum este imaginată prin mutarea celulelor formei regulate mai departe de centru și completarea cu noile fețe a golurilor apărute la fiecare vârf și latură.
Forme runcinate de 4-politopuri/faguri:
| Simbol Schläfli Diagramă Coxeter     | Nume                                                 | Figura vârfului       | Imagine               |
| 4-politopuri uniforme                | 4-politopuri uniforme                                | 4-politopuri uniforme | 4-politopuri uniforme |
| ------------------------------------ | ---------------------------------------------------- | --------------------- | --------------------- |
| t0,3{3,3,3} ·                        | 5-celule runcinat                                    |                       |                       |
| t0,3{3,3,4} ·                        | 16-celule runcinat (Același cu 8-celule runcinat)    |                       |                       |
| t0,3{3,4,3} ·                        | 24-celule runcinat                                   |                       |                       |
| t0,3{3,3,5} ·                        | 120-celule runcinat (Același cu 600-celule runcinat) |                       |                       |
| Faguri euclidieni uniformi convecși  |                                                      |                       |                       |
| t0,3{4,3,4} ·                        | Fagure cubic runcinat (Același cu fagure cubic)      |                       |                       |
| Faguri hiperbolici uniformi convecși |                                                      |                       |                       |
| t0,3{4,3,5} ·                        | Fagure cubic de ordinul 5 runcinat                   |                       |                       |
| t0,3{3,5,3} ·                        | Fagure icosaedric runcinat                           |                       |                       |
| t0,3{5,3,5} ·                        | Fagure dodecaedric de ordinul 5 runcinat             |                       |                       |